# Lost Highway (ścieżka dźwiękowa)
Lost Highway – wydany w 1997 przez Interscope Records album z muzyką do filmu Davida Lyncha pt. Zagubiona autostrada. Producentem albumu był Trent Reznor (Nine Inch Nails). Na płycie znalazły się utwory napisane specjalnie na potrzeby obrazu przez Reznora, Angelo Badalamentiego, Marilyn Manson i Smashing Pumpkins, a także utwory innych artystów wykorzystane w filmie. Album osiągnął siódme miejsce na liście Billboard 200 i status złotej płyty w Stanach Zjednoczonych z 500 000 sprzedanych kopii.

## Lista utworów
1. „I'm Deranged” (Edit) – David Bowie – 2:37
2. „Videodrones; Questions” – Trent Reznor – 0:44
3. „The Perfect Drug” – Nine Inch Nails – 5:15
4. „Red Bats with Teeth” – Angelo Badalamenti – 2:57
5. „Haunting & Heartbreaking” – Angelo Badalamenti – 2:09
6. „Eye” – The Smashing Pumpkins – 4:51
7. „Dub Driving” – Angelo Badalamenti – 3:43
8. „Mr. Eddy's Theme 1” – Barry Adamson – 3:31
9. „This Magic Moment” – Lou Reed – 3:23
10. „Mr. Eddy's Theme 2” – Barry Adamson – 2:13
11. „Fred and Renee Make Love” – Angelo Badalamenti – 2:04
12. „Apple of Sodom” – Marylin Manson – 4:26
13. „Insensatez” – Antonio Carlos Jobim – 2:53
14. „Something Wicked This Way Comes” (Edit) – Barry Adamson – 2:54
15. „I Put a Spell on You” – Marilyn Manson – 3:30
16. „Fats Revisited” – Angelo Badalamenti – 2:31
17. „Fred's World” – Angelo Badalamenti – 3:01
18. „Rammstein” (Edit) – Rammstein – 3:26
19. „Hollywood Sunset” – Barry Adamson – 2:01
20. „Heirate Mich” (Edit) – Rammstein – 3:02
21. „Police” – Angelo Badalamenti – 1:40
22. „Driver Down” – Trent Reznor – 5:18
23. „I'm Deranged” (Reprise) – David Bowie – 3:48